# Италия (географски регион)
Географската област, известна като Италия (също Географска Италия, Италиански географски регион, Италиански физически регион или Италиански регион), се намира в Централна и Южна Европа, ограничена на север от веригата на Алпите, а в останалата част от брега на Средиземно море. Състои се от континентална и полуостровна част и от островна част (сред нейните части са „вътрешните“ басейни на Тиренско море и на Лигурско море), по-специално на север граничи директно с Алпийския регион, на северозапад с френския регион (Прованс-Алпи-Лазурен бряг) и на североизток с Балканския полуостров. Заобиколена е в останалата част от Средиземно море, а отвъд него гледа към Пиренейския полуостров на запад отвъд Сардинско море, Балканския полуостров на изток отвъд Адриатическо море, Африка на юг отвъд Сицилианския проток и Либия отвъд Йонийско море на югоизток.
Обект на дискусия са точните граници на Италианския географски регион,  които не отговарят точно на тези на Италианската република. В тяхната традиционна и най-широко приета структура те се състоят от Алпийския вододел на север, след това се свързват с брега в различни точки, вариращи от течението на река Варо до устието на река Роя (по-на изток в някои версии) на запад и традиционно от средата на Истрия (както са поставени от Октавиан Август), но варираращи според източниците от равнината Монфалконе до Дубровник, включително Далмация, на изток. По отношение на островите тук влизат най-големите острови Сицилия, Сардиния и Корсика, и всички острови, принадлежащи към италианските брегове, и всички острови в Сицилийския пролив.
Според традиционната конформация повърхността е приблизително 324 km², от които почти всички са заети от Италианската република с малко над 301 km² (с изключение на италианската територия отвъд границите на Географска Италия). 
Има четири малки независими държави, изцяло включени в Италианския географски регион: Република Малта, Република Сан Марино, Княжество Монако и Ватиканът. Останалите части са на територията на Франция (Ница, цялата област Корсика и други по-малки области), Швейцария, Словения и Хърватия (части от Венеция Джулия).

## Етимология на името „Италия“
Значението на термина „Италия“ е обект на реконструкции не само от лингвисти, но и на историци, традиционно внимателни към въпроса. Въпреки това не винаги се сблъскваме с етимологии в строгия смисъл, а по-скоро с хипотези, които се основават на съображения, външни за специфичната езикова реконструкция на името, и които с течение на времето са формирали богат набор от решения, сред които има многобройни, които се отнасят до традиции (като съществуването на крал на име Итал).
Има хипотеза, че името произлиза от думата Italói – термин, с който гърците обозначават витулите (или вителите) – население, което живее в най-крайния край на полуострова – регионът на юг от днешния Катандзаро, които се покланят на симулакрума на теле (vitulus на латински). Следователно името би означавало „жители на земята на телетата“.
Всъщност онова, което обикновено се смята за сигурно, е, че името първоначално е посочвало само частта, разположена в крайния юг на полуострова, Калабрия. В началото трябва да е била ограничена до онази крайна част на Калабрия, която се намира на юг от заливите Сант Еуфемия и Скуилаче, или, според друго възможно тълкуване на източниците, приблизително до Чиленто, между реките Селе и Лао.

## Описание

### Физическа география
В широк смисъл Италия е разделена на континентална и полуостровна част и на островна част. Всъщност жителите на островите използват термина „континент“, за да обозначат останалата част от Италия, докато „Италиански полуостров“ обикновено обозначава цялата територия от Алпите до Реджо Калабрия. Континентална и полуостровна Италия от своя страна е разделена на континентална част в тесен смисъл (т. нар. Падания) и на полуостровна част в тесен смисъл (т. нар. Апениния).

#### Географски граници
Естествените граници на Италианския регион, белязани от алпийския вододел и морето, са относително ясни, с изключение на западните и източните крайни части на Алпите.
Източните граници традиционно се обозначават от веригата Юлийски Алпи и залива Кварнер, на които се позовава и Данте Алигиери. Въпреки това широк набор от други тези остават на разположение, включително минималната хипотеза за граница по река Изонцо (застъпена в миналото от Австрия), която би изключила горната част на долината Изонцо, Триест и цяла Истрия. В рамките на тези хипотези има и различни исторически граници, усърдно изброени от историка от Црес и изгнаник Луиджи Томац в „Граница на Италия в Истрия и Далмация“, сред които, в августовската регионална структура на Римска Италия, лимесите с административен характер по поречието на река Арса, която бележи края на Regio X Venetia et Histria.
Следователно на изток, въпреки по-депресивния характер на орографията и недостига на повърхностна хидрография в района на юг от прохода Наупорто близо до Постойна непрекъснатостта на планинския вал се осигурява от релефите, разположени между Монте Помарио и Монте Невозо, негов краен стълб, където достига до залива Кварнер и залива Букари, непосредствено югоизточно от Риека. Следователно на изток крайната граница на Италия обикновено се идентифицира в Букари. На югоизток от прохода Наупорто и на северозапад от планината Помарио обаче проследяването на естествената граница е донякъде трудно, тъй като в тази област хидрографският вододел не съвпада с орографската верига, характеризираща се с по-скоро малки върхове.
Що се отнася до островите Црес и Лошин, тяхната принадлежност към Италианския географски регион може да варира в зависимост от източниците и интерпретациите. Според някои те са включени в Италианския географски регион, тъй като тези острови са естественото продължение на Истрия, като освен това са по-близо до бреговете на Истрия, отколкото до тези на Далмация.
Напротив, на запад границата, неоспорима и лесно определима между Кантон Вале, Савоя, Вале д'Аоста и Пиемонт, близо до брега, може да бъде представена от онова възвишението на Приморските Алпи, което, откъсвайки се от паданско-френския вододел при Монте Клапие, следва масива Отион, който кулминира в Монте Бего, и разделя басейна Роя на изток от басейните на Варо и на Пальоне на запад, като също заличава изпъкналостта, създадена от страничната долина на Бевера, включително Мантонския басейн, орографски отделен от всичко; така присаждайки се границата към Кап д'Ай, в нея е включено цялото Княжество Монако. Това решение позволява да се доближи границата на Италианския географски регион до етно-лингвистичната между интермелийските лигурийски диалекти (т.е. тези между Княжество Монако и Таджа) и окситанските диалекти на Ница.
Именно поради характеристиката да бъде орографски отделен от всичко останало обаче, Мантонският басейн може и да не бъде включен в естествената граница на Италия. В последния случай географската граница ще се съедини отново с настоящата международна държавна граница на височината на планината Булета, съответстваща на нея до морето (Внимание! Вододелът на долината на Роя всъщност се намира няколко десетки метра по-на изток от гореспоменатия държавна граница, но поради практически съображения както за енциклопедичен синтез, така и за осъществимост на такъв избор на граница, тук се ограничаваме до цитирането на последното).
Друга хипотеза би била, че границата, след като докосва върха на планината Пелат, включва целия басейн на река Варо с нейните притоци, поставяйки Ница в Италианския регион. Друга, макар и по-малка хипотеза, дели от планината Клапие басейна на Роя и на Пальоне от едната страна от този на Варо от другата, достигайки брега недалеч от устието на последната, югозападно от Ница, като по този начин оставя Ница все още в Италианския географски регион (както Франческо Петрарка вече твърди през 1331 г.). Съществува и противоположна теза, поддържана от Шарл дьо Гол в края на Втората световна война, която, приписвайки естеството на трансалпийски проход на Коле ди Танд, изключва цялата долина на Роя с Вентимиля от Италианския физически регион.

#### Континентална и полуостровна част
Италианският полуостров представлява континенталната част на Италия, различна от Островна Италия. Това е полуостров на Европейския континент, ограден на север от веригата на Алпите, пресечен от веригата на Апенините и ограничен от четири морета: Лигурско море, Тиренско море, Йонийско море и Адриатическо море. Той е един от трите полуострова, които съставляват Южна Европа с Иберийския полуостров и Балканския полуостров.
Някои автори разграничават континенталната част от полуостровната част. Строго погледнато, континенталната част, ограничена на север от алпийския вододел, съответства на приблизително 40% от Италианския регион и е разположена на север от въображаема линия, която преминава от устието на река Магра до тази на река Рубикон. По-голямата част се състои от водосборните басейни на реките По, Адидже, Брента, Пиаве, Таляменто и Изонцо. Въпреки това някои алпийски долини, които са част от Италианската държава, са изключени от континенталната част, като притока на Вал ди Лей към Северно море през река Рено, Вал ди Ливиньо, седловината Добиако и басейна на Тарвизио североизточно от седловината Кампоросо.
Строго погледнато, полуостровът започва от Тосканско-романянските Апенини, започвайки от въображаема линия, която преминава от устието на река Магра до тази на река Рубикон, и се простира до най-южното разклонение на Капо Спартивенто – местност в Бранкалеоне. Полуостровът е с дължина около 1 m км в посока северозапад-югоизток. Най-близките големи острови Сицилия, Сардиния и Корсика не са част от него. Полуостровът отговаря на приблизително 45% от италианския географски регион.

#### Островна част
Островната част обхваща площ от приблизително 60 km² (приблизително 18% от целия Италиански регион), от които 58 km² приблизително са Сицилия, Сардиния и Корсика. Извън тези големи острови множество по-малки острови, често групирани в архипелази, се намират по протежение на италианския бряг, предимно в Тиренско море. Списъкът по-долу показва най-големите острови, принадлежащи към Италианския географски регион:
| Име          | Площ (km²) | Море                 | Държава |
| ------------ | ---------- | -------------------- | ------- |
| Сицилия      | 25 460     | Средиземно, Йонийско | Италия  |
| Сардиния     | 24 090     | Средиземно, Тиренско | Италия  |
| Корсика      | 8 681      | Средиземно, Тиренско | Франция |
| Малта        | 246        | Средиземно           | Малта   |
| Елба         | 223        | Тиренско             | Италия  |
| Сант Антиоко | 109        | Средиземно           | Италия  |
| Пантелерия   | 83         | Средиземно           | Италия  |
| Гозо         | 67         | Средиземно           | Малта   |
| Сан Пиетро   | 51         | Средиземно           | Италия  |

В допълнение към тях обикновено се включват следните :
| Име   | Площ (km²) | Море         | Държава  |
| ----- | ---------- | ------------ | -------- |
| Црес  | 406        | Адриатическо | Хърватия |
| Лошин | 74         | Адриатическо | Хърватия |

#### Крайни точки
Крайните точки на Италианския географски регион, измерени по отношение на Гринуичкия меридиан, са:
- на север, Теста Джемела Очидентале, в Ауринските Алпи, в Алто Адиже/Южен Тирол, на 47° 04′ 20″ север
- на юг, Южният нос на скалата Piccolo Sciutu, в Малтийския архипелаг, на 35° 47′ 04″ север
- на изток, Капо д'Отранто, в Пулия, на 18° 31′ 13″ източна дължина.
- на запад, Рош дю Шардон в Котските Алпи, Франция, на 6° 32′ 52″ изток.

Ортодромическото разстояние N–S е 1269 km.

### Политическа география
Италианската република заема 93% от Италианския географски регион. Останалата част (23 000 km²) е разделена между няколко други държави, някои от които (по ред на географско разширение: Малта, Сан Марино, Монако и Ватикан) са изцяло включени в политическите граници. Някои части от Западна Ница и от алпийския сектор близо до френската граница (италиански до Парижкия мирен договор от 1947 г.), Корсика, Италианска Швейцария, малтийските острови и словенска и хърватска Венеция Джулия също са приписани на Италианския географски регион, включително град Риека.
Те са изцяло включени в границите на Италианския географски регион:
- Княжество Монако (изцяло включено в континенталната част, на запад)
- Република Сан Марино (изцяло включена в полуостровната част, на североизток)
- Република Малта (изцяло включена в островната част, на юг)
- Ватикан (изцяло включена в полуостровната част, в централно-западната част).

В границите на Италианския географски регион влизат и:
- в Швейцария (частично включена в континенталната част, на север): горната част на Вал Диведро в кантон Вале, кантон Тичино (с изключение на горната долина на Ройс и на Вал Кадлимо с планината Пиц Блас), както и в кантон Граубюнден Вал Мезолчина, Вал Каланка, Вал Брегаля, Вал Поскиаво и Вал Монастеро (всички, с изключение на последния, все още съставляват Италианска Швейцария)
- в Хърватия (частично включена в континенталната част и островната част, на изток): Истрия, град Риека, архипелагът Пелагоза и, според една обширна теза, двата острова Црес и Лошин
- Във Франция (частично включена в континенталната част и в островната част, на запад): Корсика и Вале дел Роя (с Ла Бриг и Танд, отсъпени с Парижкия договор през 1947 г.), проходът Монджиневро, Вале Стрета зад Бардонекия, зоната на планината Шабертон при прохода Монджиневро, зоната на Мон Сени с езерото Мон Сени (и те отстъпени с Парижкия договор) и котловината на Мантон до Ла Турби.
- в Словения (частично включена в континенталната част, на изток): Словенските Юлийски Алпи (словенския район на Гориция), част от Западна Карниола и словенският бряг.

Три алпийски долини, притоци на Рейн и на Дунав, и Пелагийските острови (с изключение на Линоза), принадлежащи към африканския континентален шелф, принадлежат на Италианската република, въпреки че не са част от Италианския географски регион.

## История
Понятието за Италиански географски регион не трябва да се бърка с понятието, свързано с която и да е историческа териториална граница. Историята на този регион е много богата и е трудно да се намери момент в дългата му история, когато политическите граници съответстват на географските. Освен това тези географски граници са се развили силно с течение на времето като функция от развитието на географските науки.

### Античност
Идеята за Италия като географски регион е много древна. Тя е описана с географското понятие за полуостров още през I век пр. н. е. в най-стария оцелял трактат по темата, наречен „География“ (на старогръцки: Γεωγραφικά - Gheographikà) – произведение в 17 тома от древногръцкия географ Страбон, което е достигнало до нас почти пълно. През XV век Гуарино Веронезе превежда цялото произведение на латински език, като по този начин допринася за неговото преоткриване. В увода на своята Книга V Страбон дава своето определение за Италия:
| „                                                                             | Днешна Италия започва в подножието на Алпите: [казвам днешна Италия], защото това име първоначално показва само древната Утулия, т.е. областта, разположена между Сицилианския проток и заливите на Таранто и Посейдония (Песто). Но след като придоби известно преобладаване с течение на времето, това име в крайна сметка се простира до подножието на алпийската верига, обхващайки също, от една страна, цяла Лигурия до Варо и естествено също околностите на Лигурия от границата с Етрурия, и от другата страна цяла Истрия до Пула. | “ |
| (Strabone, Geografia – Libro V – Capitolo I: La Transpadania e la Cispadania) | |   |

В книги V и VI на своето произведение Страбон описва народите и териториите – част от историческия макрорегион:
- Книга V:
  - Глава 1: Транспадания и Цизпадания
  - Глава 2: Етрурия, Корсика и Сардиния
  - Глава 3: Сабина и Лацио
  - Глава 4: Пичено и Кампания
- Книга VI:
  - Глава 1: Лукания и Брутиум
  - Глава 2: Сицилия и островите Липари
  - Глава 3: Месапия и Пулия
  - Глава 4: Причини за римската власт

### Средновековие
В продължение на много векове географското описание на Страбон няма да се промени до публикуването на първата универсална география на Конрад Малте-Брун (1775-1826), География или описание на всички части на света . От географска гледна точка всъщност Италия е полуостров; това, което трябва да се промени, е неговата политическа география.
Наистина, след падането на Западната Римска империя и по-специално с пристигането на лангобардите, Италия губи своето политическо единство. През епохата на Каролингите се ражда ново Кралство Италия (на латински Regnum Italicum), което включва само Северна Италия. Освен това, започвайки от XII век, самата Северна Италия се оказва разделена на безброй малки държави, често воюващи помежду си или жертви на чужди експанзионистични цели.
Въпреки това през XIV век Данте Алигиери пише в „Божествена комедия“ („Ад“, Песен IX, 114): „... и както в Пула при залива Кварнер, който е по границите на Италия и нейните краища окъпва...“.
По подобен начин Франческо Петрарка пише през същия период в своето произведение Сонети или Rerum vulgarium fragmenta (сонет CXLVI, 13-14): „хубавата страна, която Апенините делят и морето обкръжава и Алпите“.

### XIX век
По време на Наполеоновите войни картата на Италия е опростена, разстройвайки начина на живот и внасяйки нови идеи.

#### Наполеон Бонапарт
В своите мемоари, написани по време на затвора на остров Света Елена, но публикувани едва през 2010 г., Наполеон Бонапарт дава описание на Италия в първата глава:
| „                                                              | Италия е заобиколена от Алпите и морето, нейните естествени граници са определени със същата точност, сякаш е остров. Намира се между 36-ти и 46-ти градус географска ширина, 4-ти и 16-ти градус географска дължина на Париж. Състои се от три части: континентална част, полуостровна и островна. Първата е разделена от втората от Пармския провлак. Ако от Парма, като център, се очертае полукръг от северната страна с радиус, равен на разстоянието от Парма до устието на Вар или до устието на Изонцо (60 лиги), развитието на веригата на горната част на Алпите, която отделя Италия от континента. Този полукръг образува територията на т. нар. континентална част, чиято повърхност е 5000 квадратни левги. Полуостровът представлява трапец между континента на север, Средиземно море на запад, Адриатическо море на изток и Йонийско море на юг, чиито две главни страни са дълги от 200 до 210 левги, а другите две страни 60 до 30 сплави; повърхността му е 6000 квадратни лиги. Третата част или островите, а именно Сицилия, Сардиния, Корсика, които географски принадлежат повече на Италия, отколкото на Франция, образуват площ от 4000 квадратни левги; което довежда повърхността на цяла Италия до 15 000 квадратни левги. Тук разгледахме естествените граници, без да навлизаме в политическо разделение. Така не сме включили Савоя, която е отвъд Алпите, нито Далмация, нито Истрия, а сме включили частта от италианско-швейцарските бейливици, които са под Алпите, и цялата част на Тирол, която излива водите си в Адидже и е от тази страна на Бренеро; всичко това, освен това, формира малко промени. От източната страна граничният знак е поставен при Изонцо, въпреки че естественото разделение на планините ще минава между Любляна и Изонцо, ще включва част от Карниола и Истрия и ще свързва Адриатика с Риека; но при Изонцо планините на Алпите се спускат и тяхното внимание става по-малко. | “ |
| Наполеон Бонапарт, Mémoires de Napoléon - La campagne d'Italie | |   |

По този начин Наполеон показва, че по негово време идеята за Италия като географски регион, отвъд политическите разделения, е широко разпространена.

#### Рисорджименто и последиците от национализма
След Реставрацията Италия остава, според израза на Метерних, „обикновен географски израз“ без политическо единство. Въпреки това е задвижен процес, който ще доведе до обединението на Италия.
След провъзгласяването на Виктор Емануил II за крал на Италия на 17 март 1861 г. нова Италия преживява важно националистическо движение, от една страна, за укрепване на новата държава вътрешно и от друга, за да се опита да си създаде позиция сред големите европейски сили. Движението на иредентистите, създадено през 1877 г., твърди, че естествената граница трябва да минава по билото на Алпите въз основа на географски теории. Например Чезаре Батисти – водеща фигура на движението, започва кариерата си като географ. Освен това средата, която гравитира около Италианското географско дружество в Рим и Дружеството за географски изследвания във Флоренция, е силно пропита с националистически дух, който през следващите десетилетия става все по-колониалистки и милитаристичен. Това би обяснило, както демонстрира Лучо Гамби, ентусиазираното и почти единодушно привързване на италианските географи към фашизма няколко десетилетия по-късно.

### XX век
След Първата световна война идеята за Италиански географски регион заема второ място, тъй като естествените граници, с изключение на някои маргинални територии, са почти достигнати и италианският национализъм и империализъм са изразени в други мащаби, доста отвъд границите на италианския регион.
След Втората световна война италианската география елиминира всички политически и националистически аспекти, за да се съсредоточи само върху географските. Ето защо понятието за Италиански географски регион, включително територии, които не са част от Италианската република, продължава да присъства в някои италиански географски енциклопедии, като тази, публикувана от издателство Де Агостини.